# Нагата Тэцудзан
Нагата Тэцудзан (1884—1935) — японский политический и военный деятель.

## Биография
Родился в городе Сува префектуры Нагано 14 января 1884.
Закончил Военную академию императорской армии Японии в 1904 и Высшую военную академию Императорской армии Японии в 1911. В годы первой мировой войны и после неё был военным атташе в Дании, Швеции, Швейцарии и Германии, изучая теорию и практику боевой подготовки европейских армий.
Вернулся в Японию в 1923 г., в 1926—1928 начальник мобилизационной секции Бюро по мобилизации экономики Министерства армии. В 1927 произведён в полковники, в 1928—1930 командир 3-го пехотного полка, в 1920—1932 начальник армейской секции Бюро военных дел Министерства армии, в 1932—1933 возглавлял 2-е бюро Генерального штаба, в 1933—1934 — командир 1-й пехотной бригады. С марта 1934 г. в чине генерал-майора занимал ключевой пост начальника Бюро военных дел Министерства армии.
Сторонник радикальной модернизации армии, вместе с Xидэки Тодзио основал «баденскую группу» реформаторски настроенных офицеров. Лидер и идеолог «фракции контроля» («тосэйха»), имел большие связи в политических и финансовых кругах.
12 августа 1935 г. был зарублен саблей в собственном кабинете подполковником Сабуро Айдзава из враждебной «фракции императорского пути» («кодоха»); в тот же день скончался от ран, перед смертью произведён в генерал-лейтенанты особым указом императора.

## Последствия гибели
«Дело Айдзава» всколыхнуло всю армию как первый в её истории случай убийства вышестоящего начальника офицером на действительной службе.
Интересно отметить, что во время суда на вопрос «Что Вы чувствовали после покушения» подполковник Айдзава ответил: «Я чувствовал глубокий стыд за то, что я, мастер меча, не смог покончить с ним одним ударом». Айдзава был расстрелян 3 июля 1936 по приговору военного трибунала.
Результатом «Дела Айдзава» была отставка Министра армии Сэндзюро Хаяси и ослабление влияния в японской армии «фракции императорского пути», окончательно отстранённой после попытки государственного переворота 26 февраля 1936.